# Union Comorienne pour le Progrès
Die Union Comorienne pour le Progrès (UCP, shikomor: Udzima, lit. Einheit; en.: Comorian Union for Progress dt.: „Komorische Union für den Fortschritt“) war eine politische Partei in den Komoren.

## Geschichte
1978 inszenierte der französische Söldner Bob Denard einen Putsch gegen die sozialistische Regierung von Ali Soilih, und brachte Ahmed Abdallah an die Macht zurück. Im Februar 1982 verbot Abdallah alle existierenden politischen Parteien und gründete die Udzima (UCP). In den folgenden Parlamentswahlen auf den Komoren 1982 einen Monat später gewann die UCP 37 der 38 Sitze in der Unionsversammlung, der einzige andere Sitz ging an einen unabhängigen Kandidaten. In den folgenden Parlamentswahlen 1987 gewann die UCP alle 42 Sitze. Ein anderer Putsch von Denard 1989 brachte Said Mohamed Djohar an die Macht, der ebenfalls zur UCP gehörte.
Das Mehrparteiensystem wurde 1990 wieder eingeführt und Djohar wurde in den Präsidentschaftswahlen zum Präsidenten gewählt. Djohar verließ jedoch die Partei 1991. Die Partei boykottierte die Parlamentswahlen 1992 in Protest gegen die Weigerung der Regierung die Wählerlisten zu aktualisieren. In den vorgezogenen Wahlen im folgenden Jahr trat sie jedoch wieder an und gewann zwei Sitze.
Die Partei wurde im Oktober 1996 aufgelöst, als sie sich mit der Partei Rassemblement National pour le Développement zusammenschloss.
Die Partei wurde später reformiert und trat in den Parlamentswahlen 2015 erneut an, jedoch ohne einen Sitz zu gewinnen. Die Partei nominierte Said Ahmed Said Ali als Kandidaten für die Präsidentschaftswahlen 2016, konnte aber nicht über die erste Wahlrunde in Grande Comore hinauskommen. Sie erreichte nur 0,5 % der Stimmen.

## Wahlgeschichte

### Präsidentschaftswahlen
| Wahlen | Kandidat            | Stimmen     | %           | Stimmen      | %            | Ergebnis |
| Wahlen | Kandidat            | Erste Runde | Erste Runde | Zweite Runde | Zweite Runde | Ergebnis |
| ------ | ------------------- | ----------- | ----------- | ------------ | ------------ | -------- |
| 1984   | Ahmed Abdallah      |             | 99,4 %      |              |              | Gewählt  |
| 1990   | Said Mohamed Djohar | 44.845      | 23,1 %      | 103.000      | 55,1 %       | Gewählt  |
| 1996   | Omar Tamou          |             | 13,3 %      |              |              | verloren |
| 1996   | Mtara Maécha        |             | 38,7 %      |              |              | verloren |
| 2016   | Said Ahmed Said Ali | 573         | 0,52 %      |              |              | verloren |

### Wahlen zur Unionsversammlung
| Wahlen | Stimmen | %       | Sitze | +/–  | Position | Ergebnis              |
| ------ | ------- | ------- | ----- | ---- | -------- | --------------------- |
| 1982   |         |         | 37/37 | ▲ 37 | ▲ 1.     | Einzige legale Partei |
| 1987   |         |         | 42/42 | ▲ 5  | 1.       | Einzige legale Partei |
| 1992   | Boykott | Boykott | 0/42  | ▼ 42 |          | außer-parlamentarisch |
| 1993   |         |         | 2/42  | ▲ 2  | ▲ 5.     | Opposition            |
| 2015   | 2.713   | 1,51 %  | 0/24  |      | ▲10.     | außer-parlamentarisch |